# Armando Renganeschi
Armando Federico Renganeschi (Capitán Sarmiento, 10 de maio de 1913 — Campinas, 12 de outubro de 1983) foi um futebolista nascido na Argentina, e que, durante a maior parte de sua carreira, atuou no Brasil, como jogador e treinador de futebol. Era também chamado por Renga.

## Vida pessoal
Era filho de Alfredo Renganeschi e Cornélia Jaureguy. Aos onze meses de idade mudou-se para o Paraguai, retornando à Argentina aos onze anos de idade.
Morreu aos setenta anos de idade. Era casado com Anna Bosco e tinha três filhas: Ana Regina, Mirta e Sandra.
Há uma rua na cidade de Campinas denominada "Rua Armando Federico Renganeschi".

## Carreira como jogador
Central Norte
Iniciou a carreira no Club Atlético Central Norte, de Tucumán, da 5ª Divisão do Campeonato Argentino, em 1927, com 14 anos de idade, onde permaneceu até 1932.
Independiente
Posteriormente foi para o Independiente, de Avellaneda, Província de Buenos Aires, onde permaneceu entre 1933 e 1937.
Participou das campanhas que levaram o Independiente a ser vice campeão argentino em 1934 e 1935.
Estudiantes de La Plata
No início de 1938 foi cedido por empréstimo à equipe dos Estudiantes, da cidade de La Plata, Província de Buenos Aires, onde disputou algumas partidas no início da 1ª divisão do Campeonato Argentino daquele ano.
Almagro
Ainda em 1938, foi cedido, também por empréstimo, à equipe do Club Almagro, da cidade de Buenos Aires, onde disputou o restante do Campeonato Argentino da 1ª divisão de 1938, permanecendo até o final da temporada.
O Estudiantes terminou em 5º lugar no campeonato, enquanto o Almagro, onde Renganeschi atuou ao final da temporada, acabou rebaixado para a 2ª divisão.
Renganeschi não fez parte do plantel do Independiente no ano de 1939.
Club Atlético Talleres
Nesse ano, disputou a 2ª divisão do Campeonato Argentino pelo Club Atlético Talleres, da cidade de Remedios de Escalada, Província de Buenos Aires, conforme se observa na partida realizada em 25 de novembro de 1939, em que o Talleres venceu a equipe do Club Atlético Acassuso por 6 x 3, com Renganeschi jogando na defesa.
Como o Independiente havia cedido o jogador por empréstimo, em 1938, e fez o mesmo em 1940, ao Bonsucesso, do Rio de Janeiro, o passe do mesmo, em 1939, ainda pertencia ao Independiente, que o cedeu por empréstimo ao Talleres para a disputa da 2ª divisão do Campeonato Argentino de 1939.
No período em que jogou na Argentina, disputou, apenas em jogos da primeira divisão, 52 partidas (29 vitórias, 8 empates e 15 derrotas):
- - 1933 – Independiente – 1ª divisão – 2 jogos
  - 1934 – Independiente – 1ª divisão – 27 jogos
  - 1935 – Independiente – 1ª divisão – 8 jogos
  - 1936 – Independiente – 1ª divisão – nenhuma partida
  - 1937 – Independiente – 1ª divisão – nenhuma partida
  - 1938 – Estudiantes – 1ª divisão – 5 jogos
  - 1938 – Almagro – 1ª divisão – 10 jogos

Bonsucesso
Cedido pelo Independiente, por empréstimo, ao Bonsucesso, da cidade do Rio de Janeiro, Chegou ao Brasil em 20 de maio de 1940, então com 27 anos de idade.
Em 23 de junho de 1940 estreia no Bonsucesso, em partida válida pela 10ª rodada do 1º turno do Campeonato Carioca de 1940. A partida foi no Estádio da Gávea, no Rio de Janeiro, e o Vasco da Gama venceu o Bonsucesso por 3 x 2.
Em 31 de dezembro de 1940 seu contrato terminou e o empréstimo para o Bonsucesso foi prorrogado por mais 1 ano.
Fluminense
Em 22 de março de 1941 o Fluminense, do Rio de Janeiro, adquiriu o passe de Renganeschi. Isso gerou certa confusão, já que o contrato de empréstimo com o Bonsucesso havia sido prorrogado. Constatou-se, porém, que tal prorrogação havia sido apenas verbal, sem assinatura de contrato. Como o Fluminense pagou o valor pretendido pelo Independiente, este cedeu o passe de Renganeschi ao Fluminense.
Em 20 de abril de 1941 ocorreu a estreia pelo Fluminense, num amistoso no Estádio das Laranjeiras, na cidade do Rio de Janeiro, num empate de 1 x 1 entre Fluminense e Flamengo.
Em 27 de abril de 1941, uma semana depois da estreia, conquistava o Torneio Início do Campeonato Carioca de 1941, com o Fluminense.
Em 23 de novembro de 1941 sagrou-se campeão carioca com o Fluminense, na última partida do Campeonato Carioca de de 1941, realizada no estádio do Flamengo, na Gávea, que terminou empatada em 2 x 2. O empate deu o título ao Fluminense.
Esse jogo ficou conhecido como o Fla-Flu da lagoa, porque, como o empate daria o título ao Fluminense, os jogadores desse time, inclusive Renganeschi, em todas as oportunidades que tinham a bola, a chutavam para dentro da Lagoa Rodrigo de Freitas, localizada ao lado do estádio da Gávea.
O São Cristóvão e o Flamengo pleitearam os pontos das partidas que disputaram com o Fluminense, onde Renganeschi jogou, sob alegação de que este havia sido condenado na Justiça Comum, por permanência irregular no país, e não poderia estar jogando.
A retirada dos pontos daria o título ao Flamengo.
Renganeschi havia sido condenado, em primeira instância, a 6 meses de prisão e posterior expulsão do país, por ter ingressado como turista e permanecido definitivamente. Tal condenação, inclusive, já havia sido mantida em segunda instância.
Mas o julgamento ainda não havia transitado em julgado, e a situação do jogador, perante a Federação, era regular. Assim, mantiveram-se os resultados das partidas e o título do Fluminense.
Posteriormente a situação do jogador foi regularizada.
Em 28 de março de 1943 foi novamente campeão do Torneio Início do Campeonato Carioca, de 1943, com o Fluminense.
Em 31 de maio de 1944 o contrato se encerrou, e o atleta, então com quase 31 anos, e não conseguindo acordo com o Fluminense, deixou o clube.
São Paulo
Em 5 de julho de 1944 foi contratado pelo São Paulo Futebol Clube, da cidade de São Paulo. Também estavam tentando contratá-lo as equipes do Botafogo, do Rio de Janeiro, e do Club Deportivo Marte, da 1ª Divisão do México.
Além de aspectos burocráticos quanto à nacionalidade e transferência do passe, fraturou o tornozelo em um treino, o que atrasaria sua estreia.
A estreia finalmente ocorreu em 18 de fevereiro de 1945, em um amistoso no estádio Estádio Paulo Machado de Carvalho, em São Paulo, em que o São Paulo venceu o Fluminense, do Rio de Janeiro, por 3 a 2.
- Conquistou 3 títulos estaduais pelo São Paulo:[31]
  - Em 1945 (Jogo do título em 16 de setembro de 1945, no Pacaembu, São Paulo 3 x 2 Ypiranga)
  - Em 1946, de forma invicta (Jogo do título em 10 de novembro de 1946, no Pacaembu, São Paulo 1 x 0 Palmeiras)[32]
  - Em 1948 (Jogo do título em 18 de dezembro de 1948, no Pacaembu, São Paulo 4 x 2 Nacional)[33]

Nos dois primeiros títulos foi titular da zaga e, em 1948, atuou em algumas partidas e permaneceu parte dos jogos na reserva.
No último jogo da conquista de 1946, contra o Palmeiras, o gol do título foi marcado por Renganeschi. Contundido, com suspeita de fratura em uma das costelas, e por não serem permitidas substituições naquela época, ficou em campo, fazendo número, na ponta esquerda. Acabou aproveitando uma bola que bateu na trave e sobrou para ele, fazendo o gol da vitória e do título aos 37 minutos do segundo tempo, observando-se que o empate daria o título ao rival Corinthians, que dependia de um empate ou vitória do Palmeiras nessa partida para ser campeão.
Durante o ano de 1948, já com 35 anos de idade, acabou perdendo a titularidade para o jovem Mauro Ramos de Oliveira. Mauro seria campeão nas Copas do Mundo de Futebol de 1958 (Suécia) e 1962 (Chile), pela seleção brasileira, as duas primeiras Copas do Mundo conquistadas pelo Brasil.
Em 31 de dezembro de 1948 o contrato com o São Paulo encerrou-se e o jogador deixou o clube.
Como jogador do São Paulo disputou 103 partidas, com 60 vitórias, 23 empates e 20 derrotas. Marcou 1 único gol, justamente o da decisão do Campeonato Paulista de 1946.
Jabaquara
Em 15 de abril de 1949, com quase 36 anos de idade, foi contratado pelo Jabaquara, da cidade de Santos, que não precisou comprar o passe do jogador junto ao São Paulo, visto que este clube, em reconhecimento aos bons serviços prestados pelo jogador, concedeu a ele o passe livre.
Em 24 de abril de 1949 estreia pelo Jabaquara. Foi em um amistoso realizado no Estádio Ulrico Mursa, na Avenida Pinheiro Machado, em Santos, entre o Jabaquara e a Portuguesa de Desportos, de São Paulo. O resultado foi um empate de 3 x 3. Renganeschi se contundiu seriamente, necessitando, inclusive, de hospitalização.
Em 21 de outubro de 1949, após sucessivas contusões, com grandes períodos de afastamento, encerrou a carreira como jogador de futebol, estando, então, com 36 anos de idade.

## Carreira como técnico
Jabaquara
Em 21 de outubro de 1949, encerrada a carreira como jogador, no Jabaquara, imediatamente iniciou nova carreira, agora de treinador, nesse mesmo clube.
Em 23 de outubro de 1949 realizou a primeira partida, na qualidade de técnico, sucedendo ao antigo treinador Manoel Rabelo. Foi a partida do Campeonato Paulista de 1949, realizada em 23 de outubro de 1949, em que o Jabaquara foi derrotado pela Portuguesa Santista, da cidade de Santos, estado de São Paulo, por 4 x 1, no Estádio Ulrico Mursa, em Santos, de propriedade da Portuguesa.
Mas uma boa campanha na sequência, com três vitórias e dois empates, em cinco partidas, fez com que o Jabaquara evitasse o rebaixamento, cujo risco existia até então.[carece de fontes?]
São Paulo Futebol Clube - Equipes amadoras
Após a primeira derrota, como técnico, contra a Portuguesa Santista, manteve uma invencibilidade de 11 partidas e, em 1 de abril de 1950 rescindiu amigavelmente o contrato com o Jabaquara, transferindo-se para o São Paulo, da cidade de São Paulo, estado de São Paulo, onde passou a ser o técnico dos juvenis daquele clube.
XV de Novembro de Piracicaba
Em 19 de outubro de 1950 o São Paulo cedeu, por empréstimo, o técnico Renganeschi, dos juvenis, ao XV de Novembro, da cidade de Piracicaba, estado de São Paulo, até o final do Campeonato Paulista daquele ano.
Em 22 de outubro de 1950 estreia no XV de Novembro de Piracicaba, em partida da 9ª rodada do 1º turno do Campeonato Paulista de 1950, realizada no estádio Ulrico Mursa, em Santos, em que o XV de Novembro perdeu para a Portuguesa Santista por 3 x 1.
XV de Novembro de Jaú
Após o final do Campeonato Paulista de 1950 (última partida em 28 de janeiro de 1951), transferiu-se para o XV de Novembro, da cidade de Jaú, estado de São Paulo, em março de 1951.
Em 1 de abril de 1951 estreia no XV de Novembro de Jaú, em partida amistosa realizada no estádio Artur Simões, em Jaú, em que o XV de Novembro de Jaú venceu o Juventus, da cidade de São Paulo, por 5 x 2.
Enquanto dirigia o XV de Novembro de Jaú, prestou serviços como técnico, também, ao clube amador A. A. Itapuí, dessa cidade de Itapuí, estado de São Paulo, que disputava o campeonato regional amador. Comparecia 2 vezes por semana ao referido clube para orientar os defensores da equipe.
Em 27 de janeiro de 1952 sagrou-se campeão do Campeonato Paulista de 1951 da Segunda Divisão, tendo a final sido realizada no Estádio do Pacaembu, em São Paulo, em que o XV de Novembro de Jau venceu a Linense, da cidade de Lins, estado de São Paulo, por 4 x 2.
Como o acesso à 1ª divisão não era direto, o XV de Novembro de Jaú teve que disputar uma série de 3 partidas com o último colocado da 1ª divisão (Jabaquara, da cidade Santos, em São Paulo), para definir quem ficaria com a vaga na 1ª divisão:
- 1º jogo - 3 de fevereiro de 1952 - estádio Artur Simões, em Jau - XV de Novembro 5 x 0 Jabaquara
- 2º jogo - 10 de fevereiro de 1952 - estádio Ulrico Mursa, em Santos – Jabaquara 2 x 0 XV de Novembro
- 3º jogo - 16 de fevereiro de 1952 – Estádio Moisés Lucarelli, em Campinas – XV de Novembro 1 x 0 Jabaquara

Com a vitória na série, o XV de Novembro de Jau conquistou a vaga e disputou o Campeonato Paulista de 1952, na 1ª divisão, pela primeira vez na sua história.
Seguiu no XV de Novembro de Jaú até setembro de 1952.
Portuguesa de Desportos
Em 25 de setembro de 1952 foi contratado pela Portuguesa de Desportos, da cidade de São Paulo, estado de São Paulo.
Em 28 de setembro de 1952 estreia pela Portuguesa, em jogo válido pelo Campeonato Paulista de 1952, realizado no Estádio da Rua Javari, na cidade de São Paulo, tendo a Portuguesa vencido o Comercial, da cidade de São Paulo, por 3 x 1.
Em 20 de dezembro de 1952, após derrotas para o XV de Novembro de Jaú e Comercial, deixou a Portuguesa.
Linense
No início de 1953 foi contratado pela Linense, da cidade de Lins, estado de São Paulo.
Em 1 de março de 1953 estreia na Linense, em partida do Torneio dos Campeões do Interior (Divisão de Acesso) de 1952, que era a 2a. divisão do futebol paulista, realizada no estádio Dr. Oscar de Andrade Nogueira, na cidade de São João da Boa Vista, estado de São Paulo, quando a Linense perdeu para a Sanjoanense por 3 x 1.
Em 31 de maio de 1953 foi campeão da 2ª. divisão do Campeonato Paulista da segunda divisão de 1952, pela Linense, em partida final realizada no Estádio do Pacaembu, em São Paulo, tendo a Linense vencido a Ferroviária, da cidade de Araraquara, por 3 x 0.
Nesse ano não havia mais necessidade de disputa com o último colocado da 1ª divisão, e, com esse resultado, a Linense já estava garantida no Campeonato Paulista de 1953.
XV de Novembro de Jaú - segunda passagem pelo clube
Após o término da competição, transferiu-se para o XV de Novembro, da cidade de Jaú, em São Paulo, em junho de 1953.
Em 14 de junho de 1953, na estreia de sua segunda passagem pelo XV de Novembro de Jau, disputou amistoso no estádio Artur Simões, em Jau, em que o XV de Novembro venceu por 1 a 0 a Associação Desportiva Araraquara, da cidade de Araraquara, estado de São Paulo.
Ferroviária;
Em fevereiro de 1954 transfere-se para a Ferroviária, da cidade de Araraquara, estado de São Paulo.
Em 14 de fevereiro de 1954 estreia na Ferroviária, em partida da 5ª rodada do 2º turno do Campeonato Paulista da Segunda Divisão de 1953, realizada no Estádio Municipal de Araraquara, em que a Ferroviária empatou em 1 a 1 com a Associação Desportiva Araraquara, da mesma cidade.
Conseguiu classificação para o Torneio dos Finalistas, disputado pelos 2 melhores times de cada grupo, e terminou o campeonato com o vice-campeonato, atrás do Noroeste, da cidade de Bauru, que subiu para a 1ª divisão.
Em 5 de junho de 1955 terminou o campeonato e o seu contrato com a Ferroviária e ele deixou o clube após dirigi-lo por 68 partidas, o maior número de partidas que um técnico já havia dirigido o time da Ferroviária até então.
Linense - segunda passagem pelo clube
Em seguida transferiu-se para a Linense, da cidade de Lins, estado de São Paulo, para dirigir esse clube pela segunda vez.
Em 10 de julho de 1955 estreia na Linense, em amistoso realizado na cidade de Ipaussu, em São Paulo, no estádio Arnaldo Borba de Moraes, em que a Linense venceu o Clube Atlético Ipauçuense, daquela cidade, por 2 x 0.
Em 24 de julho de 1955, a Linense foi vice-campeã do Torneio Início Paulista, do Campeonato Paulista 1955, realizado no Estádio do Pacaembu, em São Paulo, perdendo apenas a final para o Corinthians, da cidade de São Paulo, por 4 x 0.
Comercial
Em janeiro de 1956 assinou contrato com o Comercial, da cidade de Ribeirão Preto, estado de São Paulo.
Em 22 de janeiro de 1956 estreia pelo Comercial, em partida válida pela 2ª rodada do 1º turno do Torneio dos Finalistas do Campeonato Paulista da Segunda Divisão de 1955, realizada no Estádio da Fonte Luminosa, na cidade de Araraquara, em que o Comercial perdeu para a Ferroviária por 2 x 1.
Em 15 de maio de 1956 assina novo contrato com o Comercial, por 1 ano, mas em 7 de setembro de 1956 tal contrato foi rescindido.
Noroeste
Transferiu-se em seguida para o Noroeste, da cidade de Bauru, no estado de São Paulo.
Em 9 de setembro de 1956 estreia pelo Noroeste na partida do Campeonato Paulista de 1956, realizada no Estádio Alfredo de Castilho, em Bauru, quando o Noroeste venceu o Jabaquara, da cidade de Santos, por 4 x 1.
Apesar de conquistar 2 vitórias e 1 empate em 3 jogos, não conseguiu classificação para a Série Azul, onde disputariam o título paulista os dez melhores times da primeira fase. Disputou a Série Branca, ou torneio de rebaixamento, em que os oito piores classificados da primeira fase disputariam um torneio para decidir quem seria rebaixado. Ficou em primeiro lugar desse torneio, evitando com folga o rebaixamento.[carece de fontes?]
Em 16 de outubro de 1957, não conseguindo classificação para a Série Azul do Campeonato Paulista de 1958, deixou o Noroeste.
Jabaquara - segunda passagem pelo clube
Em 8 de novembro de 1957 foi contratado pelo Jabaquara, de Santos.
Em 10 de novembro de 1957 estreia pelo Jabaquara na partida do Campeonato Paulista de 1957, realizada no Estádio da Vila Belmiro, na cidade de Santos, quando o Jabaquara venceu a Ponte Preta, da cidade de Campinas, em São Paulo, por 4 x 1.
Em 7 de fevereiro de 1958, e após concluído o Campeonato Paulista de 1957, deixou o Jabaquara, e foi contratado pelo XV de Novembro, da cidade de Piracicaba.
XV de Novembro de Piracicaba - segunda passagem pelo clube
Tendo sido contratado em 7 de fevereiro de 1958, estreou pelo XV de Novembro de Piracicaba no amistoso realizado no estádio Municipal, da cidade de São Carlos, no estado de São Paulo, quando o XV de Novembro empatou em 2 x 2 com o time Expresso São Carlos, daquele município paulista.
São Paulo
Em 31 de julho de 1958 assumiu a direção técnica do São Paulo Futebol Clube.
Em 31 de julho de 1958 estreia no São Paulo, em jogo válido pelo Campeonato Paulista de 1958, realizado no Estádio do Pacaembu, em São Paulo, com o São Paulo vencendo o Ypiranga por 3 x 0.
Em 26 de abril de 1959 solicitou rescisão do contrato com o São Paulo, mas permaneceu dirigindo o time até o último jogo no Torneio Rio-São Paulo de 1959, que aconteceu no dia 16 de maio de 1959, no Pacaembu, em São Paulo, quando o São Paulo venceu o Flamengo, do Rio de Janeiro, por 4 x 2.
Como técnico do São Paulo disputou 56 partidas, com 33 vitórias, 14 empates e 9 derrotas.
Esporte Clube Noroeste - segunda passagem pelo clube
Em 3 de junho de 1959 foi contratado pelo Noroeste, da cidade de Bauru, estado de São Paulo.
Em 7 de junho de 1959 estreia pelo Noroeste, em partida válida pela 3ª rodada do Campeonato Paulista de 1959, realizada no Estádio Moisés Lucarelli, em Campinas, quando o Noroeste perdeu para a Ponte Preta, daquela cidade, por 2 x 1.
XV de Novembro de Jaú - terceira passagem pelo clube
Em 7 de janeiro de 1960 foi contratado pelo XV de Novembro, da cidade de Jaú, em São Paulo, num contrato de 1 mês ou enquanto durasse o “Torneio da Morte”, como era conhecido o torneio que definiria as equipes que seriam rebaixadas para a 2ª divisão do Campeonato Paulista.
Em 10 de janeiro de 1960 estreia pelo XV de Novembro de Jau, no “Torneio da Morte”, ou Torneio de Desclassificação, do Campeonato Paulista de 1959, em partida realizada no estádio Artur Simões, na cidade de Jaú, quando o XV de Novembro perdeu para a Portuguesa Santista, da cidade de Santos, por 1 x 0.
O XV de Novembro de Jaú acabou rebaixado para a 2ª divisão do Campeonato Paulista de 1960.
Guarani Futebol Clube
No início de março de 1960 assina contrato com o Guarani, da cidade de Campinas, estado de São Paulo.
Em 13 de março de 1960 estreia pelo Guarani, em amistoso na cidade de Bauru, no Estádio Alfredo de Castilho, quando o Guarani empatou com o Noroeste, daquela cidade, por 1 x 1.
Em 5 de janeiro de 1961 deixou o Guarani.
Palmeiras
Em 15 de janeiro de 1961 assumiu a direção técnica do Palmeiras, da cidade de São Paulo, estado de São Paulo.
Em 28 de janeiro de 1961 estreia no Palmeiras, em amistoso na cidade de Goiânia, estado de Goiás, quando o Palmeiras venceu o Vila Nova, daquela cidade, por 1 x 0, em partida realizada no Estádio Olímpico Pedro Ludovico Teixeira.
Foi vice campeão da Copa Libertadores da América de 1961, com o Palmeiras, perdendo a final para a equipe do Peñarol, do Uruguai. No primeiro jogo da final, em 4 de junho de 1961, o Palmeiras perdeu por 1 x 0 no Estádio Centenário, da cidade de Montevidéu, no Uruguai. No jogo de volta, em 11 de junho de 1961, no Estádio do Pacaembu, na cidade de São Paulo, o resultado foi 1 x 1, o que deu o título do time uruguaio.
Em 29 de outubro de 1961, após derrota para o Guarani, por 2 x 0, deixou o Palmeiras.
Como técnico do Palmeiras disputou 57 partidas, com 32 vitórias, 13 empates e 12 derrotas.
Portuguesa Santista
Em 4 de novembro de 1961 já estava contratado pela Portuguesa Santista, da cidade de Santos, estado de São Paulo, com contrato até o final do Campeonato Paulista de 1961 e prêmio especial se evitasse o rebaixamento do time para a 2ª divisão, visto que a posição do time na tabela de classificação era muito ruim.
Em 5 de novembro de 1961 estreia na Portuguesa Santista, em partida válida pelo campeonato paulista de 1961, realizada no Estádio do Canindé, em São Paulo, em que a Portuguesa Santista perdeu por 2 a 0 para a Portuguesa de Desportos, de São Paulo.
Não conseguiu evitar o rebaixamento da Portuguesa Santista.[carece de fontes?]
Prudentina
Em janeiro de 1962 foi contratado pela Prudentina, da cidade de Presidente Prudente, em São Paulo, para o Campeonato Paulista de 1962.
Em 11 de fevereiro de 1962 estreia na Prudentina, em amistoso contra o Londrina realizado no Estádio Vitorino Gonçalves Dias, na cidade homônima, no estado do Paraná, no qual a Prudentina perdeu para o Londrina, daquela cidade, por 3 x 2.
Em fevereiro de 1963 renovou contrato com a Prudentina.
Independiente
No final de março de 1963 foi contratado pelo Independiente, de Avellaneda, Província de Buenos Aires, na Argentina, clube em que atuara como jogador no início da carreira.
Em 16 de março de 1963 estreia pelo Independiente, em partida válida pelo torneio amistoso hexagonal “Un torneo serio”, de 1963, realizada no estádio do Atlanta, que atualmente tem o nome de Estádio Don León Kolbowski, em Buenos Aires, em que o Independiente perdeu para a equipe do Club Atlético Atlanta, de Buenos Aires, por 4 x 3.[carece de fontes?]
Em 15 de setembro de 1963 o contrato com o Independiente foi rescindido.
O Independiente acabou se tornando Campeonato Argentino de 1963, em 24 de novembro de 1963, sob o comando do técnico Manuel Giúdice.
Entretanto, Renganeschi dirigiu o time nesse campeonato, até sair em 15 de setembro de 1963, após uma derrota para o Racing por 4 x 0, em 17 partidas, com 7 vitórias, 7 empates e 3 derrotas (29 gols a favor e 19 contra).
O sucessor, Giúdice, dirigiu a equipe por 9 partidas, com 7 vitórias e 2 empates (24 gols a favor e 6 contra).
Guarani - segunda passagem pelo clube
Em novembro de 1963 assina contrato com o Guarani, da cidade de Campinas, estado de São Paulo.
Em 3 de novembro de 1963 estreia pelo Guarani, em partida válida pelo 2º turno do Campeonato Paulista de 1963, realizada no Estádio Brinco de Ouro da Princesa, em Campinas, em que o Guarani venceu o Comercial, da cidade de Ribeirão Preto, por 4 x 2.
Em 31 de dezembro de 1964 terminou o contrato e deixou o Guarani.
Ferroviária - segunda passagem pelo clube
No início de 1965 foi contratado pela Ferroviária, da cidade de Araraquara, estado de São Paulo.
Em 13 de fevereiro de 1965 estreia pela Ferroviária no primeiro jogo disputado pelo time em 1965, em um amistoso realizado no Estádio Luís Pereira, em Ribeirão Preto, em que a Ferroviária perdeu para o Botafogo daquela cidade por 3 x 2.
XV de Novembro de Jaú - quarta passagem pelo clube
Em 23 de julho de 1965 rescindiu contrato com a Ferroviária e foi contratado pelo XV de Novembro, da cidade de Jaú, estado de São Paulo.
Em 24 de julho de 1965 estreia pelo XV de Novembro de Jau, em partida válida pelo Campeonato Paulista da Primeira Divisão de 1965 (o segundo nível do campeonato estadual, sendo o primeiro nível o da Divisão Especial), no Estádio Moisés Lucarelli, na cidade de Campinas, quando o XV de Novembro de Jaú e a Ponte Preta, daquela cidade, empataram em 4 x 4.
Em 17 de agosto de 1965, menos de 1 um mês após ser contratado, deixou o XV de Novembro de Jaú e foi contratado pelo Flamengo, da cidade do Rio de Janeiro.
Flamengo
Em 22 de agosto de 1965 estreia pelo Flamengo, em partida válida pela Taça Guanabara de 1965 (então um campeonato separado e distinto do campeonato carioca), realizado no Estádio do Maracanã, na cidade do Rio de Janeiro, em que o Flamengo perdeu para o Botafogo, também da cidade do Rio de Janeiro, por 1 x 0.
Pelo Flamengo foi campeão carioca em 1965 (pontos corridos em turno e returno) e vice campeão carioca em 1966.
No início de julho de 1967 deixou o Flamengo.
Como técnico do Flamengo, disputou 125 partidas, com 55 vitórias, 32 empates e 38 derrotas.
Botafogo
Em 15 de julho de 1967 já estava contratado pelo Botafogo, da cidade de Ribeirão Preto, estado de São Paulo.
Em 30 de julho de 1967 estreia pelo Botafogo, em partida válida pelo Campeonato Paulista de 1967, realizada no Estádio Luís Pereira, na cidade de Ribeirão Preto, em que o Botafogo perdeu para o São Paulo por 3 x 0.
XV de Novembro de Piracicaba - terceira passagem pelo clube
Em 20 de setembro de 1967 rescinde contrato com Botafogo para assumir a direção técnica do XV de Novembro, da cidade de Piracicaba, estado de São Paulo.
Em 24 de setembro de 1967 estreia pelo XV de Novembro de Piracicaba, em partida realizada no Estádio Barão da Serra Negra, na cidade de Piracicaba, pelo Campeonato Paulista de 1967 da Primeira Divisão, que era a divisão de acesso (equivalente a 2ª divisão). O XV de Novembro derrotou a Ponte Preta, da cidade de Campinas, por 1 x 0.
Nessa partida o XV de Piracicaba somou a 22ª partida seguida sem derrotas e recebeu a Taça dos Invictos do interior.
Em 17 de janeiro de 1968 o XV de Novembro de Piracicaba sagrou-se campeão da 1a. Divisão, ou Divisão de Acesso, de 1967, o que lhe deu o direito de disputar o campeonato paulista da Divisão Especial de 1968, em que atuavam os grandes clubes do estado.
A partida foi realizada no Estádio do Pacaembu, em São Paulo, e o XV de Novembro venceu a equipe do Bragantino, da cidade de Bragança Paulista, estado de São Paulo, por 4 x 3.
Em 20 de fevereiro de 1968 já havia deixado o XV de Novembro de Piracicaba.
Portuguesa Santista - segunda passagem pelo clube
Em 6 de março de 1968 assumiu a direção técnica da Portuguesa Santista, da cidade de Santos, estado de São Paulo.
Em 6 de março de 1968 estreia pela Portuguesa Santista, em partida válida pelo Campeonato Paulista de 1968, realizada no Estádio Ulrico Mursa, em Santos, quando a Portuguesa Santista foi derrotada pelo Palmeiras, de São Paulo, por 4 x 2.
Em 31 de julho de 1968 o contrato se encerrou e não foi renovado. Deixou a Portuguesa Santista.
Paulista
No início de agosto de 1968 foi contratado pelo Paulista, da cidade de Jundiaí, estado de São Paulo.
Em 11 de agosto de 1968 estreia pelo Paulista, vencendo a equipe do Saad, de São Caetano do Sul, em São Paulo, por 3 x 1. A partida, válida pelo Campeonato Paulista de 1968, foi realizada no Estádio Jayme Cintra, na cidade de Jundiaí.
No início de novembro de 1968 deixou o Paulista.
Portuguesa Santista - terceira passagem pelo clube
Em dezembro de 1968 já estava trabalhando na Portuguesa Santista, da cidade de Santos, estado de São Paulo.
Em 12 de janeiro de 1969 estreia na Portuguesa Santista, no Torneio Início do Campeonato Paulista. A equipe ficou em 3º Lugar da 2ª Série, disputada no Estádio Brinco de Ouro da Princesa, na cidade de Campinas.
No final de setembro de 1969 deixou a Portuguesa Santista.
Sport Club do Recife
No início de outubro de 1969 foi contratado pelo Sport, da cidade do Recife, estado de Pernambuco.
Em 8 de outubro de 1969 estreia pelo Sport, em partida amistosa realizada no Estádio da Ilha do Retiro, em Recife, onde Sport e Cruzeiro, da cidade de Belo Horizonte, Estado de Minas Gerais, empataram em 0 x 0.
Em 11 de novembro de 1969 estava de saída do Sport.
Guarani - terceira passagem pelo clube
Em 30 de novembro de 1969 já estava trabalhando no Guarani, da cidade de Campinas, estado de São Paulo.
Em 30 de novembro de 1969 estreia pelo Guarani, em amistoso realizado no Estádio Brinco de Ouro da Princesa, na cidade de Campinas, em disputa da Taça Amizade, em que Guarani e Ponte Preta empataram em 0 x 0.
Em 11 de abril de 1971 deixou o Guarani.
Comercial - segunda passagem pelo clube
Não há registro de quando efetivamente iniciou o trabalho no Comercial, da cidade de Ribeirão Preto, estado de São Paulo. Mas em 12 de agosto de 1971 já estava dirigindo o time. Dirigiu por todo o Paulistinha (Torneio de classificação para o Campeonato Paulista de 1972), que começou em 22 de agosto de 1971.
Em dezembro de 1971 encerrou a participação do Comercial no Paulistinha, não conseguindo a classificação o campeonato paulista de 1972.
Atlético Clube Goianiens0e
Em 23 de fevereiro de 1972 assumiu a direção técnica do Atlético, da cidade de Goiânia, Estado de Goiás.
Em 27 de fevereiro de 1972 estreia no Atlético, em partida realizada no estádio Onofre de Cubas, na cidade de Itumbiara, em Goiás, válida por um torneio denominado Copa Sul, em que o Atlético venceu o Itumbiara por 2 x 0.
Em 26 de novembro de 1972 renova contrato com o Atlético.
Ficou até final do ano no Atlético. Em 21 de janeiro de 1973 o técnico do time já era o ex-jogador Zuino.
Noroeste - terceira passagem pelo clube
Em 18 de janeiro de 1973 estava no Noroeste, da cidade de Bauru, estado de São Paulo.
Em 21 de janeiro de 1973 estreia no Noroeste, em partida realizada no Estádio Alfredo de Castilho, na cidade de Bauru, válida pelo Torneio Laudo Natel, em que o Noroeste venceu a Ferroviária, da cidade de Araraquara, por 2 x 0.[carece de fontes?]
Em 12 de setembro de 1973 saiu do Noroeste.
Comercial - terceira passagem pelo clube
Em 20 de setembro de 1973 foi contratado pelo Comercial, da cidade de Ribeirão Preto, estado de São Paulo.
Estreia em 20 de setembro de 1973 em partida realizada no Estádio Palma Travassos, na cidade de Ribeirão Preto, válida pelo Torneio de Classificação para o Campeonato Paulista de 1974 (Paulistinha), em que o Comercial venceu o Nacional, da cidade de São Paulo, por 3 x 0.
Em 15 de julho de 1974 já havia saído do Comercial.
Coritiba
Em 29 de julho de 1974 foi contratado pelo Coritiba, da cidade de Curitiba, Estado do Paraná.
Em 4 de agosto de 1974 estreia pelo Coritiba, em partida realizada no estádio Natal Francisco, na cidade de Paranavaí, no Paraná, válida pela 1ª fase do Campeonato Paranaense de 1974, em que o Coritiba empatou com a equipe do Paranavaí, daquela cidade, por 1 x 1.
Em 11 de dezembro de 1974 o Coritiba foi campeão paranaense, ao vencer o Pinheiros por 1 x 0, no Estádio Belfort Duarte, atualmente com o nome de Couto Pereira, na cidade de Curitiba, no Paraná.
Em 5 de março de 1975 deixou o Coritiba.
Pinheiros
Em 15 de abril de 1975 foi contratado pelo Pinheiros, da cidade de Curitiba, no Estado do Paraná (clube que, em 1989, fundiu-se com o Colorado, dando origem ao atual Paraná Clube).
Em 16 de abril de 1975 assume o comando técnico da equipe e estreia pelo Pinheiros, em partida válida pela 9ª rodada do Campeonato Paranaense de 1975, realizada no Estádio Belfort Duarte, em Curitiba, no Paraná (atualmente denominado estádio Couto Pereira), e onde as equipes do Pinheiros e do Grêmio Maringá, da cidade de Maringá, no Paraná, empataram em 1 x 1.
Em 5 de dezembro de 1975 deixou o Pinheiros.
Juventus
Em 10 de dezembro de 1975 foi anunciada sua contratação pelo Juventus, da cidade de São Paulo, no estado de São Paulo.
Em 11 de janeiro de 1976 estreia no Juventus, em partida válida pelo Torneio Vicente Feola, em homenagem ao ex-técnico que havia morrido ha pouco tempo. A partida foi realizada no Estádio Nicolau Alayon, conhecido como estádio da Rua Comendador Souza, na cidade de São Paulo, e o Juventus perdeu para a Ponte Preta por 2 x 0.
No final de abril de 1976 deixou o Juventus.
Colorado
Em 30 de abril de 1976 foi contratado pelo Colorado, da cidade de Curitiba, no Estado do Paraná (clube que se fundiu com o Pinheiros, em 1989, dando origem ao atual Paraná Clube).
Em 12 de maio de 1976 estreia no Colorado, em partida válida pela 7ª rodada do 2º turno do Campeonato Paranaense de 1976, realizada no Estádio Durival Britto e Silva (Vila Capanema), em que o Colorado venceu a equipe do Iguaçu, da cidade de União da Vitória, no Paraná, por 1 x 0.
O Colorado acabou vencendo o 3º turno do campeonato paranaense, classificando-se para o quadrangular final. Foi vice campeão paranaense.
Ponte Preta
Em 15 de agosto de 1976 já estava contratado pela Ponte Preta, da cidade de Campinas, no estado de São Paulo. Mas ainda não dirigiu o time nessa data, estreando na próxima rodada.
Em 18 de agosto de 1976 estreia pela Ponte Preta, em jogo válido pela 12ª rodada do 2º turno do Campeonato Paulista de 1976, realizada no Estádio Mário Alves Mendonça, na cidade de São José do Rio Preto, em São Paulo, em que a Ponte Preta empatou com o América, daquela cidade, por 1 x 1.
Em 1 de dezembro de 1976 deixou a Ponte Preta.
Colorado - segunda passagem pelo clube
Em 2 de dezembro de 1976 já estava contratado pelo Colorado, da cidade de Curitiba, no estado do Paraná.
Em 16 de janeiro de 1977 estreia no Colorado, em partida válida pelo torneio amistoso Taça Clemente Comandulli, realizada no Estádio Durival Britto e Silva (Vila Capanema), em que o Colorado empatou com o Atlético Paranaense, da cidade de Curitiba, no Paraná, em 1 x 1.
Em 19 de setembro de 1977 deixou o Colorado.
Londrina
Em 21 de setembro de 1977 foi contratado pelo Londrina, da cidade de Londrina, no estado do Paraná.
Em 24 de setembro de 1977 estreia no Londrina, em amistoso realizado no Estádio Vitorino Gonçalves Dias, na cidade de Londrina, no Paraná, onde o Londrina venceu o Matsubara, da cidade de Cambará, no Paraná, por 2 x 1.
O Londrina terminou o Campeonato Brasileiro de 1977 na surpreendente 4ª colocação, sendo o melhor resultado do time no certame nacional em toda a história.
Em 3 de março de 1978 foi anunciada sua saída do Londrina.
Corinthians
Em 7 de março de 1978 foi contratado pelo Corinthians, da cidade de São Paulo, estado de São Paulo.
Em 12 de março de 1978 estreia pelo Corínthians, em amistoso realizado no Estádio Juca Ribeiro, na cidde de Uberlândia, em Minas Gerais, em que o Corínthians empatou com a equipe do Uberlândia, daquela cidade, em 1 x 1.
Em 4 de julho de 1978 deixou o Corínthians.
Como técnico do Corínthians disputou 21 partidas, com 10 vitórias, 7 empates e 4 derrotas.
Maringá
Na metade do mês de agosto de 1978 foi contratado pelo Maringá, da cidade de Maringá, no estado do Paraná.
Em 20 de agosto de 1978 estreia no Maringá, em partida válida pelo Campeonato Paranaense de 1978, realizada no Estádio Willie Davids, na cidade de Maringá, no Paraná, em que o Maringá venceu a equipe do 9 de Julho, da cidade de Cornélio Procópio, no Paraná, por 1 x 0.
Em 10 de novembro de 1978 deixou o Maringá.
Uberlândia
Em 11 de janeiro de 1979 assumiu a direção técnica do Uberlândia, da cidade de Uberlândia, Estado de Minas Gerais.
Em 28 de janeiro de 1979 estreia no Uberlândia, em partida válida pelo Torneio da Criança (homenagem ao ano internacional da criança), realizada no Estádio Municipal Juscelino Kubitschek, na cidade de Itumbiara, estado de Goiás, em que o Uberlândia venceu o Itumbiara, daquela cidade, por 1 x 0.
Em 12 de maio de 1979 deixou o Uberlândia.
São Bento
Foi contratado pelo São Bento, da cidade de Sorocaba, estado de São Paulo.
Há referências indicando que, em 23 de julho de 1979 o técnico da equipe ainda era Habib Rachid.
E há referências indicando que, em 25 de julho de 1979, Renganeschi dirigiu o São Bento em partida válida pela 8ª rodada do 1º turno do Campeonato Paulista de 1979, realizada no Estádio Walter Ribeiro, em Sorocaba, em que o São Bento empatou com o Juventus, da cidade de São Paulo, em 1 x 1, que foi, então, a partida de estreia.
E em 27 de agosto de 1979 deixou o São Bento.
Bahia
Em 2 de outubro de 1979 estava no Bahia, da cidade de Salvador, no Estado da Bahia, substituindo o técnico Zezé Moreira, que se aposentou.
Em 3 de outubro de 1979 estreia pelo Bahia, em partida válida pelo Campeonato Brasileiro de 1979, realizada no Estádio da Fonte Nova, na cidade de Salvador, na Bahia, em que o Bahia venceu a equipe do Dom Bosco, da cidade de Cuiabá, no Mato Grosso, por 2 x 1.
Em 15 de novembro de 1979 saiu do Bahia.
Cascavel
Em 18 de dezembro de 1980 foi contratado pelo Cascavel, da cidade de Cascavel, no estado do Paraná.
Em 11 de janeiro de 1981 estreia pelo Cascavel, em partida válida pela Taça de Prata (que era a 2ª divisão do campeonato brasileiro na época), em partida realizada no Estádio Santa Cruz, na cidade de Ribeirão Preto, em que o Cascavel perdeu para a equipe do Botafogo, daquela cidade, por 1 x 0.
Em 17 de março de 1981 havia deixado a direção do Cascavel.
Matsubara
Em seguida foi contratado pelo Matsubara, da cidade de Cambará, no Paraná.
Em 5 de abril de 1981 estreia pelo Matsubara, em amistoso realizado no Estádio Regional de Cambará, em que o Matsubara empatou com a Ferroviária, da cidade de Araraquara, em São Paulo, por 2 x 2.
Em 12 de novembro de 1981, com o final do Campeonato Paranaense, rescindiu o contrato com o Matsubara.
Afastamento
Durante o ano de 1982 não dirigiu nenhum clube. Chegou a ser sondado e procurado por vários. Estava com problemas de saúde que provavelmente o impediram de assumir compromissos com clubes.
Matsubara - segunda passagem pelo clube
Em 30 de março de 1983 foi contratado pelo Matsubara, da cidade de Cambará, no estado do Paraná.
Em 1 de abril de 1983 estreia no Matsubara, em partida amistosa realizada no Estádio Regional de Cambará, em que o Matsubara venceu o Londrina, da cidade de Londrina, no Paraná, por 2 x 0.
Em 5 de junho de 1983 ainda estava no Matsubara, mas estava afastado da função de técnico por problemas de saúde.
Não retornou e não dirigiu nenhum outro time posteriormente.

## Resumo como técnico
Atuou como técnico em 51 oportunidades:
4 vezes: XV de Novembro (Jau).
3 vezes: XV de Novembro (Piracicaba), Comercial (Ribeirão Preto), Noroeste, Guarani e Portuguesa Santista.	
2 vezes: Jabaquara, Linense, Ferroviária, Colorado e Matsubara.
1 vez: São Paulo (juvenis), Portuguesa de Desportos, São Paulo, Palmeiras, Prudentina, Independiente, Flamengo, Botafogo (Ribeirão Preto), Paulista (Jundiaí), Sport (Recife), Atlético Goianiense, Coritiba, Pinheiros, Juventus, Ponte Preta, Londrina, Corínthians, Maringá, Uberlândia, São Bento (Sorocaba), Bahia e Cascavel.

## Títulos
Jogador
- Torneio Início do Campeonato Carioca de 1941 - Fluminense

- Campeão carioca de 1941 - Fluminense

- Torneio Início do Campeonato Carioca de 1943 - Fluminense

- Campeão Paulista de 1945 - São Paulo

- Campeão Paulista de 1946 - São Paulo[32]

- Campeão Paulista de 1948 -  São Paulo

Técnico
- Campeão da 2ª divisão do Campeonato Paulista de 1951 - XV de Novembro de Jau

- Campeão da 2ª divisão do Campeonato Paulista de 1952 - Linense

- Campeão Carioca de 1965 - Flamengo

- Campeão da 2ª divisão do Campeonato Paulista de 1967 - XV de Novembro de Piracicaba

- Campeão paranaense de 1974 - Coritiba

## Resultados relevantes
Jogador
- Vice-campeão argentino de 1934 - Independiente

- Vice-campeão argentino de 1935 - Independiente

Técnico
- Vice-campeão da 2ª divisão do Campeonato Paulista de 1953 - Ferroviária

- Vice-campeão do Torneio Início do Campeonato Paulista de 1955 - Linense

- Vice-campeão da Copa Libertadores da América de 1961 - Palmeiras

- Vice-campeão carioca de 1966 - Flamengo

- Vice-campeão paraense de 1976 - Colorado

- 4º lugar no Campeonato Brasileiro de 1977 - Londrina